# Лысый Горб
Лысый Горб, до ВОСР Горб, до ВОВ Гелунев Горб (укр.  Лисий Горб) — село,
Ордовский сельский совет,
Нововодолажский район,
Харьковская область.
Присоединено к селу Одрынка в ? году (в 1967—1976 годах).

## Географическое положение
Село Лысый Горб находится на левом берегу реки Чернечья на возвышенности.
На реке большая запруда.
Ниже по течению и на противоположном берегу — село Одрынка

## История
- В середине XIX века хутор назывался Горб[1].
- В 1940, перед ВОВ, на хуторе Гелунев Горб было 63 двора[2].
- После 1943[2] и до 1966[5] — переименовано в Лысый Горб.
- 1966 год[5] — село Лысый Горб являлось отдельным н.п. и входило в Одрынский сельсовет.
- Между 1967[5] и 1976 годами — присоединено к селу Одрынка.